# Seznam tajskih tenisačev
Seznam tajskih tenisačev.

## K
- Luksika Kumkhum

## L
- Nicha Lertpitaksinchai

## R
- Sanchai Ratiwatana
- Sonchat Ratiwatana

## S
- Naratorn Srichaphan
- Paradorn Srichaphan
- Thanakorn Srichaphan

## T
- Tamarine Tanasugarn
- Montinee Tangphong
- Napaporn Tongsalee
- Wishaya Trongcharoenchaikul

## U
- Danai Udomchoke

## V
- Suchanan Viratprasert

## W
- Kittiphong Wachiramanowong
- Katherine Westbury